# 小行星4305
小行星4305（4305 Clapton）是一颗绕太阳运转的小行星，为主小行星带小行星。该小行星于1976年3月7日发现。

## 轨道参数
小行星4305的轨道半长轴为2.9170702 UA，离心率为0.067。